# Florian Loriot
Florian Loriot (* 21. November 1998 in Sallanches) ist ein französischer Skirennläufer. Er startet hauptsächlich im Super-G, Riesenslalom und in der Superkombination.

## Biografie
Loriot nimmt seit Dezember 2014 an FIS-Rennen teil. Sein Debüt im alpinen Skieuropacup gab er am 4. Januar 2016. Im Slalom von Val-Cenis sah er jedoch nicht das Ziel. Bei den Juniorenweltmeisterschaften 2019 in Fassatal gewann Loriot hinter dem Amerikaner River Radamus und dem Norweger Lucas Braathen die Bronzemedaille im Super-G. Im Europacup konnte er sich bisher zweimal auf dem Podest platzieren. Sein Debüt im Weltcup gab Loriot am 29. Dezember 2019 in der Superkombination von Bormio. Mit Platz 15 konnte er sich auf Anhieb in den Punkterängen platzieren.
In der Europacupsaison 2023/24 feierte Loriot am 10. Januar 2024 seinen ersten Sieg, als er den Super-G von Saalbach-Hinterglemm gewann. Zu Saisonabschluss sicherte er sich die Super-G Wertung, wodurch er einen Startplatz für die Weltcupsaison 2024/25 erhielt.

## Erfolge

### Weltmeisterschaften
- Saalbach-Hinterglemm 2025: 13. Super-G

### Weltcup
- 1 Platzierungen unter den besten 15

### Weltcupwertungen
| Saison  | Gesamt | Gesamt | Super-G | Super-G | Kombination | Kombination |
| Saison  | Platz  | Punkte | Platz   | Punkte  | Platz       | Punkte      |
| ------- | ------ | ------ | ------- | ------- | ----------- | ----------- |
| 2019/20 | 129.   | 18     | –       | –       | 29.         | 18          |
| 2022/23 | 145.   | 9      | 56.     | 9       | –           | –           |
| 2023/24 | 123.   | 11     | 48.     | 11      | –           | –           |

### Europacup
- Saison 2019/20: 4. Kombinationswertung
- Saison 2020/21: 2. Kombinationswertung
- Saison 2021/22: 6. Super-G-Wertung
- Saison 2023/24: 1. Super-G-Wertung
- 8 Podestplätze, davon 3 Siege

| Datum            | Ort                  | Land       | Disziplin |
| ---------------- | -------------------- | ---------- | --------- |
| 10. Januar 2024  | Saalbach-Hinterglemm | Österreich | Super-G   |
| 21. Februar 2024 | Sella Nevea          | Italien    | Super-G   |
| 22. Februar 2024 | Sella Nevea          | Italien    | Super-G   |

### Juniorenweltmeisterschaften
- Fassatal 2019: 3. Super-G, 6. Riesenslalom, 7. Kombination, 9. Abfahrt

### Weitere Erfolge
- 7 Siege in FIS-Rennen